# Гембічина
Гембічина (пол. Gębiczyna) — село в Польщі, у гміні Пільзно Дембицького повіту Підкарпатського воєводства.
Населення — 371 особа (2011).
У 1975—1998 роках село належало до Тарновського воєводства.

## Демографія
Демографічна структура станом на 31 березня 2011 року:
|          | Загалом | Допрацездатний вік | Працездатний вік | Постпрацездатний вік |
| -------- | ------- | ------------------ | ---------------- | -------------------- |
| Чоловіки | 190     | 45                 | 119              | 26                   |
| Жінки    | 181     | 35                 | 99               | 47                   |
| Разом    | 371     | 80                 | 218              | 73                   |